# 赛伯尔斯多夫
赛伯尔斯多夫是奥地利下奥地利州巴登县的一个市镇。总面积20.2平方公里，总人口1334人，人口密度66.0人/平方公里（2005年）。